# Thomas Cochrane
Thomas Cochrane (Hamilton, 14 december 1775 - Kensington, 31 oktober 1860) was een Schotse edelman die de titel droeg van graaf van Dundonald. Hij was actief als politicus en als admiraal in de marine.

## Biografie
Thomas Cochrane werd geboren als de zoon van graaf Archibald Cochrane en Anna Gilchrist. In 1793 ging hij de Royal Navy in dienst en diende onder zijn oom Alexander Cochrane. Tijdens zijn vroege militaire loopbaan werd hij al voor de rechtbank gesleept wegens disrespect voor zijn meerdere. Na de Vrede van Amiens ging Cochrane voor enkele jaren studeren aan de universiteit van Edinburgh.
In het jaar 1803 ontving hij zijn eerste officiële commando over een schip, de Arab. Vijf jaar later lreeg hij de opdracht om langs de Catalaanse kusten te patrouilleren nadat de Engelsen zich naast de Spanjaarden hadden geschaard in de Spaanse Onafhankelijkheidsoorlog. Zo verdedigde hij naast de Spanjaarden de stad Roses tegen de Fransen. Inmiddels had hij een plaats gekregen in het Britse parlement.
In 1814 werd lord Cochrane veroordeeld tot één jaar gevangenisstraf wegens het verspreiden van valse berichten over een grote nederlaag van Napoleon. Van de snelle stijging van de obligatiekoersen had hij handig geprofiteerd. Hij ontliep zijn straf door vrijwillig in ballingschap te gaan. Op 22 november arriveerde hij met zijn vrouw en twee van zijn kinderen in Valparaíso. Op verzoek van Bernardo O'Higgins werd hij admiraal van de Chileense marine en vocht mee tijdens de Chileense Onafhankelijkheidsoorlog. Hij verkreeg van O'Higgins ook het Chileens staatsburgerschap. Na vier jaar in dienst te zijn geweest van de Chilenen vertrok hij aldaar en ging hij in dienst van het Keizerrijk Brazilië. In 1824 werd hij door keizer Peter I van Brazilië beleend met de titel Markies van Maranhão. Een jaar later keerde hij terug in Groot-Brittannië.
Zijn verblijf in Engeland was van korte duur, want hij vertrok naar Griekenland om de Grieken te helpen in hun onafhankelijkheidsstrijd. Thomas Cochrane vocht tijdens die oorlog mee tijdens de slag bij Navarino. In 1828 keerde hij onder onbekende omstandigheden definitief terug in Engeland. Drie jaar later volgde hij zijn vader op als graaf van Dundonald. Nadien volgde al snel enkele benoemingen bij de Royal Navy en wist hij zich omhoog te werken tot admiraal. In 1860 werd hij geopereerd aan zijn nierstenen en hij zou nooit volledig van deze operatie herstellen. Hij stierf op 31 oktober van dat jaar.

## Literaire invloed
De carrière van Thomas Cochrane was een inspiratie voor vele schrijvers die schreven over nautische fictie. Zo diende hij als inspiratie voor Horatio Hornblower in de boekenreeks van C.S. Forester, maar ook Jack Aubrey in de boeken van Patrick O'Brian.